# Czeluścinek
Czeluścinek – przysiółek w Polsce położona w województwie wielkopolskim, w powiecie gostyńskim, w gminie Pępowo.
W okresie Wielkiego Księstwa Poznańskiego (1815-1848) miejscowość wzmiankowana jako folwark Czeluścin należała do wsi większych w ówczesnym pruskim powiecie Kröben (krobskim) w rejencji poznańskiej. Folwark Czeluścin należał do okręgu jutroszyńskiego tego powiatu i stanowił część  majątku Dłonie (dziś Dłoń), którego właścicielem był wówczas (1846) Erazm Stablewski. Według spisu urzędowego z 1837 roku folwark liczył 50 mieszkańców, którzy zamieszkiwali 7 dymów (domostw). W skład majątku Dłonie wchodziły także: Czeluścin, Kołaczkowice oraz Raszewy.
W latach 1975–1998 miejscowość położona była w województwie leszczyńskim.